# Hannoverscher Sportverein von 1896 1996-1997
Questa voce raccoglie le informazioni riguardanti l'Hannoverscher Sportverein von 1896 nelle competizioni ufficiali della stagione 1996-1997.

## Stagione
Nella stagione 1996-1997 l'Hannover, allenato da Reinhold Fanz, concluse il campionato di Regionalliga nord al 1º posto e perse lo spareggio con l'Energie Cottbus. In Coppa di Germania l'Hannover fu eliminato al secondo turno dal Monaco 1860.

## Rosa
| N. |                     | Ruolo | Calciatore         |
| -- | ------------------- | ----- | ------------------ |
| 1  | Germania (bandiera) | P     | Jörg Sievers       |
| 2  | Germania (bandiera) | D     | Carsten Linke      |
| 3  | Germania (bandiera) | D     | Harald Gärtner     |
| 6  | Germania (bandiera) | D     | Jens Rasiejewski   |
| 10 | Ghana (bandiera)    | C     | Otto Addo          |
| 11 | Germania (bandiera) | C     | Dieter Hecking     |
| 14 | Ghana (bandiera)    | A     | Gerald Asamoah     |
| 19 | Turchia (bandiera)  | C     | Volkan Arslan      |
| 20 | Germania (bandiera) | C     | Damian Brezina     |
| 22 | Germania (bandiera) | C     | Matthias Dworschak |
| 15 | Germania (bandiera) | D     | Jens Böhm          |
| 5  | Tunisia (bandiera)  | D     | Fahed Dermech      |

| N. |                     | Ruolo | Calciatore         |
| -- | ------------------- | ----- | ------------------ |
| 4  | Germania (bandiera) | D     | Frank Germann      |
| 17 | Germania (bandiera) | D     | Mathias Kuhlmey    |
| 26 | Germania (bandiera) | D     | Reinhard Stumpf    |
| 29 | Turchia (bandiera)  | C     | Servet Atalan      |
| 20 | Germania (bandiera) | C     | Christof Babatz    |
| 8  | Germania (bandiera) | C     | Fabian Ernst       |
| 12 | Germania (bandiera) | C     | Klaus Ottens       |
| 9  | Croazia (bandiera)  | A     | Kreso Kovacec      |
| 13 | Brasile (bandiera)  | A     | Leonardo Manzi     |
| 7  | Serbia (bandiera)   | A     | Vladan Milovanović |
| 16 | Germania (bandiera) | A     | Niclas Weiland     |

## Organigramma societario
Area tecnica
- Allenatore: Reinhold Fanz
- Allenatore in seconda: Thomas Kost
- Preparatore dei portieri:
- Preparatori atletici:
- Analisi video:

## Calciomercato

### Sessione estiva
| Acquisti | Acquisti           | Acquisti          | Acquisti |
| R.       | Nome               | da                | Modalità |
| -------- | ------------------ | ----------------- | -------- |
| C        | Dieter Hecking     | Paderborn         |          |
| C        | Otto Addo          | 93 Amburgo        |          |
| D        | Jens Böhm          | Havelse           |          |
| D        | Ulrich Borowka     | Tasmania Berlino  |          |
| C        | Damian Brezina     | Hannover 96 U19   |          |
| D        | Fahed Dermech      | TuS Celle         |          |
| D        | Harald Gärtner     | Meppen            |          |
| D        | Frank Germann      | Arminia Bielefeld |          |
| A        | Leonardo Manzi     | St. Pauli         |          |
| A        | Vladan Milovanović | TuS Celle         |          |
| C        | Elard Ostermann    | Amburgo           |          |
| C        | Klaus Ottens       | 93 Amburgo        |          |
| D        | Jens Rasiejewski   | FSV Francoforte   |          |

| Cessioni | Cessioni            | Cessioni               | Cessioni |
| R.       | Nome                | a                      | Modalità |
| -------- | ------------------- | ---------------------- | -------- |
| D        | Adrian Aliaj        | Hajduk Spalato         |          |
| C        | Steffen Benthin     | Hansa Rostock          |          |
| D        | Jamal Bounoua       | TuS Celle              |          |
| C        | Reinhold Daschner   | LR Ahlen               |          |
| C        | Marco Dehne         | Eintracht Braunschweig |          |
| P        | Carsten Eisenmenger | LR Ahlen               |          |
| D        | Murat Jasarević     | Zwickau                |          |
| D        | Jörg-Uwe Klütz      | Oldenburg              |          |
| C        | Sławomir Majak      | Widzew Łódź            |          |
| D        | Steffen Menze       | Eintracht Francoforte  |          |
| C        | Marjo Novaković     | Osijek                 |          |
| D        | Roger Prinzen       | Austria Lustenau       |          |
| D        | Uwe Schneider       | Norimberga             |          |
| A        | Lothar Sippel       | Unterhaching           |          |
| C        | Andreas Winkler     | Lubecca                |          |

### Sessione invernale
| Acquisti | Acquisti           | Acquisti              | Acquisti |
| R.       | Nome               | da                    | Modalità |
| -------- | ------------------ | --------------------- | -------- |
| C        | Matthias Dworschak | Eintracht Francoforte |          |

| Cessioni | Cessioni        | Cessioni    | Cessioni |
| R.       | Nome            | a           | Modalità |
| -------- | --------------- | ----------- | -------- |
| D        | Ulrich Borowka  | Widzew Łódź |          |
| C        | Elard Ostermann | Lurup       |          |

## Risultati

### Regionalliga

#### Girone di andata
| 2 agosto 1996, ore 18:00 CEST 1ª giornata | Herzlake | 0 – 2 | Hannover 96 |  |

| 14 agosto 1996, ore 18:00 CEST 2ª giornata | Hannover 96 | 2 – 0 | Atlas Delmenhorst |  |

| 18 agosto 1996, ore 15:00 CEST 3ª giornata | Lurup | 0 – 5 | Hannover 96 |  |

| 25 agosto 1996, ore 16:30 CEST 4ª giornata | Hannover 96 | 5 – 0 | Lüneburger |  |

| 30 agosto 1996, ore 18:00 CEST 5ª giornata | Eintracht Braunschweig | 3 – 2 | Hannover 96 |  |

| 8 settembre 1996, ore 15:00 CEST 6ª giornata | Hannover 96 | 3 – 0 | Norderstedt |  |

| 15 settembre 1996, ore 15:00 CEST 7ª giornata | Wilhelmshaven | 1 – 3 | Hannover 96 |  |

| 22 settembre 1996, ore 15:00 CEST 8ª giornata | Hannover 96 | 5 – 1 | St. Pauli II |  |

| 27 settembre 1996, ore 18:00 CEST 9ª giornata | S.F. Ricklingen | 0 – 2 | Hannover 96 |  |

| 6 ottobre 1996, ore 15:00 CEST 10ª giornata | Hannover 96 | 1 – 0 | Werder Brema II |  |

| 13 ottobre 1996, ore 15:00 CEST 11ª giornata | Concordia Amburgo | 0 – 5 | Hannover 96 |  |

| 18 ottobre 1996, ore 18:00 CEST 12ª giornata | Hannover 96 | 4 – 0 | Kickers Emden |  |

| 25 ottobre 1996, ore 18:00 CEST 13ª giornata | TuS Celle | 2 – 3 | Hannover 96 |  |

| 1º novembre 1996, ore 18:00 CET 14ª giornata | Hannover 96 | 7 – 0 | Amburgo II |  |

| 9 novembre 1996, ore 14:00 CET 15ª giornata | Göttingen | 2 – 3 | Hannover 96 |  |

| 15 novembre 1996, ore 18:00 CET 16ª giornata | Hannover 96 | 4 – 0 | Altona 93 |  |

| 22 novembre 1996, ore 18:00 CET 17ª giornata | Osnabrück | 3 – 1 | Hannover 96 |  |

#### Girone di ritorno
| 27 marzo 1997, ore 19:00 CET 18ª giornata | Hannover 96 | 3 – 3 | Herzlake |  |

| 8 dicembre 1996, ore 14:00 CET 19ª giornata | Atlas Delmenhorst | 1 – 2 | Hannover 96 |  |

| 14 dicembre 1996, ore 14:00 CET 20ª giornata | Hannover 96 | 3 – 1 | Lurup |  |

| 2 febbraio 1997, ore 15:00 CET 21ª giornata | Lüneburger | 0 – 2 | Hannover 96 |  |

| 12 febbraio 1997, ore 20:00 CET 22ª giornata | Hannover 96 | 4 – 0 | Eintracht Braunschweig |  |

| 16 febbraio 1997, ore 15:00 CET 23ª giornata | Norderstedt | 3 – 4 | Hannover 96 |  |

| 22 febbraio 1997, ore 15:00 CET 24ª giornata | Hannover 96 | 6 – 0 | Wilhelmshaven |  |

| 2 marzo 1997, ore 15:00 CET 25ª giornata | St. Pauli II | 0 – 0 | Hannover 96 |  |

| 10 marzo 1997, ore 20:00 CET 26ª giornata | Hannover 96 | 4 – 0 | S.F. Ricklingen |  |

| 15 marzo 1997, ore 15:00 CET 27ª giornata | Werder Brema II | 1 – 1 | Hannover 96 |  |

| 22 marzo 1997, ore 15:00 CET 28ª giornata | Hannover 96 | 9 – 1 | Concordia Amburgo |  |

| 4 aprile 1997, ore 19:00 CEST 29ª giornata | Kickers Emden | 0 – 1 | Hannover 96 |  |

| 13 aprile 1997, ore 15:00 CEST 30ª giornata | Hannover 96 | 2 – 0 | TuS Celle |  |

| 26 aprile 1997, ore 15:00 CEST 31ª giornata | Amburgo II | 1 – 0 | Hannover 96 |  |

| 4 maggio 1997, ore 18:00 CEST 32ª giornata | Hannover 96 | 0 – 0 | Göttingen |  |

| 11 maggio 1997, ore 15:00 CEST 33ª giornata | Altona 93 | 1 – 6 | Hannover 96 |  |

| 23 maggio 1997, ore 19:00 CEST 34ª giornata | Hannover 96 | 1 – 1 | Osnabrück |  |

### Spareggio promozione intergirone
| Hannover 29 maggio 1997 andata | Hannover 96 | 0 – 0 referto | Energie Cottbus | Niedersachsenstadion (54 600 spett.)\| Arbitro: \| Weber \| |
| Arbitro:                       | Weber       |               |                 |                                                             |

| Arbitro: | Dardenne |

|                              |           |           |
| Hoßmang 38’ Irrgang 72’, 86’ | Marcatori | 42’ Ernst |

### Coppa di Germania
| Arbitro: | Scheibel |

|               |           |  |
| Ostermann 14’ | Marcatori |  |

| Arbitro: | Fleske |

|                                    |           |                                               |
| Milovanović 20’ (rig.) Kovacec 31’ | Marcatori | 15’ Nowak 30’ Winkler 69’ Borimirov 84’ Cerny |

## Statistiche

### Statistiche di squadra
| Competizione                     | Punti | In casa | In casa | In casa | In casa | In casa | In casa | In trasferta | In trasferta | In trasferta | In trasferta | In trasferta | In trasferta | Totale | Totale | Totale | Totale | Totale | Totale | DR  |
| Competizione                     | Punti | G       | V       | N       | P       | Gf      | Gs      | G            | V            | N            | P            | Gf           | Gs           | G      | V      | N      | P      | Gf     | Gs     | DR  |
| -------------------------------- | ----- | ------- | ------- | ------- | ------- | ------- | ------- | ------------ | ------------ | ------------ | ------------ | ------------ | ------------ | ------ | ------ | ------ | ------ | ------ | ------ | --- |
| Regionalliga nord                | 83    | 17      | 14      | 3       | 0       | 63      | 7       | 17           | 12           | 2            | 3            | 42           | 18           | 34     | 26     | 5      | 3      | 105    | 25     | +80 |
| Spareggio promozione intergirone | -     | 1       | 0       | 1       | 0       | 0       | 0       | 1            | 0            | 0            | 1            | 1            | 3            | 2      | 0      | 1      | 1      | 1      | 3      | -2  |
| Coppa di Germania                | -     | 2       | 1       | 0       | 1       | 3       | 4       | 0            | 0            | 0            | 0            | 0            | 0            | 2      | 1      | 0      | 1      | 3      | 4      | -1  |
| Totale                           | 83    | 20      | 15      | 4       | 1       | 66      | 11      | 18           | 12           | 2            | 4            | 43           | 21           | 38     | 27     | 6      | 5      | 109    | 32     | +77 |

### Andamento in campionato
| Giornata  | 1 | 2 | 3 | 4 | 5 | 6 | 7 | 8 | 9 | 10 | 11 | 12 | 13 | 14 | 15 | 16 | 17 | 18 | 19 | 20 | 21 | 22 | 23 | 24 | 25 | 26 | 27 | 28 | 29 | 30 | 31 | 32 | 33 | 34 |
| --------- | - | - | - | - | - | - | - | - | - | -- | -- | -- | -- | -- | -- | -- | -- | -- | -- | -- | -- | -- | -- | -- | -- | -- | -- | -- | -- | -- | -- | -- | -- | -- |
| Luogo     | T | C | T | C | T | C | T | C | T | C  | T  | C  | T  | C  | T  | C  | T  | C  | T  | C  | T  | C  | T  | C  | T  | C  | T  | C  | T  | C  | T  | C  | T  | C  |
| Risultato | V | V | V | V | P | V | V | V | V | V  | V  | V  | V  | V  | V  | V  | P  | N  | V  | V  | V  | V  | V  | V  | N  | V  | N  | V  | V  | V  | P  | N  | V  | N  |
| Posizione | 3 | 3 | 1 | 1 | 2 | 1 | 1 | 1 | 1 | 1  | 1  | 1  | 1  | 1  | 1  | 1  | 1  | 1  | 1  | 1  | 1  | 1  | 1  | 1  | 1  | 1  | 1  | 1  | 1  | 1  | 1  | 1  | 1  | 1  |

Legenda:

Luogo: C = Casa; T = Trasferta. Risultato: V = Vittoria; N = Pareggio; P = Sconfitta.

### Statistiche dei giocatori
| Giocatore      | Spareggio | Spareggio | Spareggio   | Spareggio  | Coppa di Germania | Coppa di Germania | Coppa di Germania | Coppa di Germania | Totale   | Totale | Totale      | Totale     |
| Giocatore      | Presenze  | Reti      | Ammonizioni | Espulsioni | Presenze          | Reti              | Ammonizioni       | Espulsioni        | Presenze | Reti   | Ammonizioni | Espulsioni |
| -------------- | --------- | --------- | ----------- | ---------- | ----------------- | ----------------- | ----------------- | ----------------- | -------- | ------ | ----------- | ---------- |
| O. Addo        | 2         | 0         | 0           | 0          | 2                 | 0                 | 0                 | 0                 | 4        | 0      | 0           | 0          |
| V. Arslan      | 0         | 0         | 0           | 0          | 1                 | 0                 | 0                 | 0                 | 1        | 0      | 0           | 0          |
| G. Asamoah     | 2         | 0         | 1           | 0          | 1                 | 0                 | 0                 | 0                 | 3        | 0      | 1           | 0          |
| S. Atalan      | 0         | 0         | 0           | 0          | 0                 | 0                 | 0                 | 0                 | 0        | 0      | 0           | 0          |
| C. Babatz      | 0         | 0         | 0           | 0          | 2                 | 0                 | 0                 | 0                 | 2        | 0      | 0           | 0          |
| D. Brezina     | 0         | 0         | 0           | 0          | 1                 | 0                 | 0                 | 0                 | 1        | 0      | 0           | 0          |
| J. Böhm        | 0         | 0         | 0           | 0          | 0                 | 0                 | 0                 | 0                 | 0        | 0      | 0           | 0          |
| F. Dermech     | 2         | 0         | 0           | 0          | 1                 | 0                 | 0                 | 0                 | 3        | 0      | 0           | 0          |
| M. Dworschak   | 2         | 0         | 0           | 0          | 0                 | 0                 | 0                 | 0                 | 2        | 0      | 0           | 0          |
| F. Ernst       | 2         | 1         | 0           | 0          | 2                 | 0                 | 0                 | 0                 | 4        | 1      | 0           | 0          |
| F. Germann     | 2         | 0         | 0           | 0          | 2                 | 0                 | 0                 | 0                 | 4        | 0      | 0           | 0          |
| H. Gärtner     | 0         | 0         | 0           | 0          | 2                 | 0                 | 0                 | 0                 | 2        | 0      | 0           | 0          |
| D. Hecking     | 2         | 0         | 1           | 0          | 0                 | 0                 | 0                 | 0                 | 2        | 0      | 1           | 0          |
| K. Kovacec     | 2         | 0         | 1           | 0          | 2                 | 1                 | 1                 | 0                 | 4        | 1      | 2           | 0          |
| M. Kuhlmey     | 0         | 0         | 0           | 0          | 1                 | 0                 | 1                 | 0                 | 1        | 0      | 1           | 0          |
| C. Linke       | 2         | 0         | 1           | 0          | 2                 | 0                 | 1                 | 0                 | 4        | 0      | 2           | 0          |
| L. Manzi       | 1         | 0         | 0           | 0          | 2                 | 0                 | 0                 | 0                 | 3        | 0      | 0           | 0          |
| V. Milovanović | 2         | 0         | 0           | 0          | 2                 | 1                 | 0                 | 0                 | 4        | 1      | 0           | 0          |
| E. Ostermann   | 0         | 0         | 0           | 0          | 1                 | 1                 | 0                 | 0                 | 1        | 1      | 0           | 0          |
| K. Ottens      | 0         | 0         | 0           | 0          | 0                 | 0                 | 0                 | 0                 | 0        | 0      | 0           | 0          |
| J. Rasiejewski | 2         | 0         | 0           | 0          | 2                 | 0                 | 0                 | 0                 | 4        | 0      | 0           | 0          |
| J. Sievers     | 2         | 0         | 0           | 0          | 2                 | 0                 | 0                 | 0                 | 4        | 0      | 0           | 0          |
| R. Stumpf      | 0         | 0         | 0           | 0          | 0                 | 0                 | 0                 | 0                 | 0        | 0      | 0           | 0          |
| N. Weiland     | 2         | 0         | 0           | 0          | 0                 | 0                 | 0                 | 0                 | 2        | 0      | 0           | 0          |